# صادق خان اکبر
صادق خان سردار معتمد (۱۲۵۲ رشت - دی ۱۳۱۱) که با لقب محتشم الملک نیز شناخته می‌شد و نام خانوادگی اکبر را برگزید.
صادق خان از مالکان بزرگ گیلان و حاکم، وکیل و وزیر دوره قاجار و پهلوی بود.

## زندگی
در سال ۱۲۹۰ (قمری) در رشت به دنیا آمد و پدرش حاجی میرزا مهدی خان امشه‌ای بود. پس از تحصیلات رایج در آن زمان، همچون پسر عمویش فتح‌الله اکبر (سپهدار اعظم و رئیس الوزرای دوره قاجار)، وارد تشکیلات عموی خود اکبر خان بیگلربیگی مالک معروف و اجاره دار گمرکات شمال ایران در عصر ناصری شد. اندکی بعد به افتخار دامادی وی نایل آمد و پس از درگذشتش، یکی از دو وارث ثروت افسانه‌ای اکبر خان شد. از این تاریخ، صادق خان ابتدا با لقب مجیب السفرا و سپس محتشم الملک به یکی از اعیان طراز اول گیلان بدل شد و به واسطه مردم‌داری و حسن سلوک بسیار مورد توجه اهالی بود. در سلطنت محمدعلی شاه قاجار چندین بار تا آمدن حاکم جدید، اداره امور حکومتی گیلان را عهده‌دار و ملقب به سردار معتمد شد.
صادق خان پس از اعاده مشروطیت و فتح تهران در سال ۱۲۸۸ خورشیدی که صحنه گردانان اصلی آن، پسر عموهایش میرزا کریم‌خان رشتی، عبدالحسین خان سردار محیی، حسن خان عمید السلطان و… بودند، با فرمان عضدالملک نایب السلطنه رسماً به حکمرانی گیلان منصوب شد. در سال ۱۲۹۳ از رشت به نمایندگی دوره سوم مجلس شورای ملی برگزیده و در آبان ۱۲۹۹ در کابینه پسرعمویش فتح‌الله خان سپهدار اعظم رشتی به وزارت پست و تلگراف منصوب شد و تا کودتای سوم اسفند ۱۲۹۹ در این منصب یود.
سردار معتمد در روزگار برآمدن رضا خان سردارسپه تا به سلطنت رسیدن او، به ترتیب در سالهای ۱۳۰۱، ۱۳۰۲ و ۱۳۰۹ از رشت به نمایندگی ادوار چهارم، پنجم و هشتم مجلس شورای ملی برگزیده شد و در اواخر دوره هشتم بدرود حیات گفت. حسین دادگر رئیس مجلس شورای ملی هنگام اعلام خبر درگذشت صادق خان اکبر در مجلس گفت:

«این مرد شریف که عفاف و نجابت خانوادگی در طرز رفتارش دیده می‌شد، میان ما مطبوع و در جرگه ما محترم و محبوب بود. مهربانی، مهمان‌نوازی، مکارم اخلاق ایشان را همه روزه دیده و به قدری تکرار شده بود که ما به آن عادت کرده و یک کار جاری و عادی گمان می‌کردیم. طوری که در رفتار خودش ملایم و موقر بود که به همه رغبت و اشتیاق تقلید و بیرون به آن رفتار القا می‌کرد. در زندگانی خویشتن معتقد به مبادی و اصولی بود که از آن منحرف نمی‌گردید. خداپرست و پرعاطفه بود. میان خانواده خودش، بین رفقا و دوستانش متساویاً جنبه پدری و شفقت داشت. در رنج و خوشی دوستانش شرکت می‌کرد و برای افسردگان با آن رویه نجیب خودش، تسلی و مرهم بود».